# Astrid Lindgren AB
Astrid Lindgren Aktiebolag, tidigare Saltkråkan AB, är ett familjeföretag som drivs av författaren Astrid Lindgrens barn och barnbarn. Företaget äger upphovsrätten till Astrid Lindgrens publicerade böcker, filmer och teater-pjäser som är baserade på hennes verk. Det har omkring 200 varumärkesregistreringar hos Patent- och registreringsverket.

## Historik
1998 startade Astrid Lindgren företaget Saltkråkan AB att förvalta alla hennes litterära rättigheter.
Vid ett kommunstyrelsemöte i Vimmerby den 12 januari 2010 bekräftades att kommunen är beredd att sälja 70 procent av aktierna i Astrid Lindgrens Värld AB till Saltkråkan AB.
Hösten 2006 fusionerades Saltkråkan AB med Tre Lindgren AB, där film-, teater- och merchandiserättigheterna tidigare låg. Sedan dess ligger förvaltningen av samtliga immateriella rättigheter i samma bolag. Bolaget ägs av Astrid Lindgrens efterlevande. Våren 2018 bytte Saltkråkan AB namn till Astrid Lindgren Aktiebolag.
Sedan 2024 är Max Hallén vd för verksamheten; tidigare vd Olle Nyman är fortsatt ordförande i familjens ägarråd.